# حرفا
حرفا (به عربی: حرفا) یک روستا در سوریه است که در استان ریف دمشق واقع شده‌است. حرفا ۲٬۳۶۲ نفر جمعیت دارد.